# Dictyophara affinis
Dictyophara affinis är en insektsart som beskrevs av Maximilian Spinola 1839. Dictyophara affinis ingår i släktet Dictyophara och familjen Dictyopharidae. Inga underarter finns listade i Catalogue of Life.